# Polo nos Jogos Pan-Americanos
O Polo nos Jogos Pan-Americanos foi introduzido em 1951, em Buenos Aires e somente esteve nesta edição.

## Quadro de Medalhas
| Sede              | Ouro      | Prata  | Bronze |
| ----------------- | --------- | ------ | ------ |
| 1951 Buenos Aires | Argentina | México | Peru   |

## Ligações Externas
- Sports123